# Пащеновка (Харьковская область)
Пащеновка (укр. Пащенівка), село, 
Шелестовский сельский совет,
Коломакский район,
Харьковская область.
Код КОАТУУ — 6323281006. Население по переписи 2001 года составляет 174 (80/94 м/ж) человека.

## Географическое положение
Село Пащеновка находится на расстоянии в 1 км от сёл Шелестово, Подлесное и Сенькова Балка.
Рядом с селом проходит железная дорога, станция Платформа 80 км.
Село Сенькова Балка присоединено к селу Пащеновка в 1997 году.

## История
- 1775 — дата основания.

## Экономика
- Молочно-товарная ферма.

## Объекты социальной сферы
- Фельдшерско-акушерский пункт.
- Клуб.
- Спортивная площадка.